# Agnese del Maino
Agnese del Maino (asi 1411 – 13. prosince 1465) byla milánská šlechtična a milenka Filipa Maria Viscontiho, posledního legitimního milánského vévody z dynastie Viscontiů.

## Rodina
Agnese se narodila kolem roku 1411 v Miláně jako dcera Ambrogia del Maino, vévodského questora nebo šéfa policie. Jméno její matky není známé. Agnese měla dva bratry, Lancillotta a Andreotta del Maino, kteří byli oba dvořany a členy vévodské rady. Agnese se stala milenkou Filipa Maria Viscontiho, posledního milánského vévody z dynastie Viscontiů, jehož bezdětná manželka byla v roce 1418 za cizoložství popravena. Filip byl synem Giana Galeazza Viscontiho a jeho druhé manželky Kateřiny Visconti.

## Narození dcery
Dne 31. března 1425 v Settimo Pavese porodila Agnese Filipovi dceru, která dostala jméno Blanka Marie. Když bylo dítěti šest měsíců, bylo i s matkou posláno na zámek Abbiategrasso, kde byly pro obě zařízeny přepychové komnaty. V roce 1426 porodila Agnese vévodovi druhou dceru, Kateřinu Marii, která však zemřela krátce po narození. Vévoda Filip se z politických důvodů 2. prosince 1427 v zastoupení podruhé oženil a sňatek in persona proběhl 24. srpna 1428. Novou milánskou vévodkyní se stala Marie Savojská, dcera Amadea VIII. Savojského a Marie Burgundské. Druhé vévodovo manželství také zůstalo bezdětné, a tak byla dědičkou vévodství jmenována Blanka Marie.
Dne 25. října 1441 proběhla v opatství San Sigismondo v Cremoně velkolepá svatba, Blanka Marie se provdala za Francesca Sforzu, proslulého condottiera a člena rodu Sforzů. Agnese se dceřiny svatby zúčastnila. Extravagantní slavnosti trvající několik dnů nabídly honosnou hostinu, řady turnajů, palio, malované vozíky představující alegorické scény a dort nadměrné velikosti znázorňující Torrazzo, nejvýznamnější cremonskou věž. Blančino nemalé věno zahrnovalo města Cremona a Pontremoli. Z manželství vzešlo osm dětí, včetně milánských vévodů Galeazza Maria Sforzy a Lodovica Sforzy, kardinála Ascania Sforzy a kalábrijské vévodkyně Ippolity Marie Sforzové.
Mezi množství Agnesiných potomků patřila italská šlechtična Kateřina Sforzová, císařovna Blanca Marie Sforzová, vévoda Gian Galeazzo Sforza, princezna Isabela Aragonská a královna Bona Sforzová. Královna Marie Medicejská byla také Agnesiným potomkem.

## Smrt Filipa Marie Viscontiho
Filip Maria Visconti zemřel 13. srpna 1447. Jeho jediným přímým dědicem byla nemanželská dcera Blanka Marie. Jeho smrt bez legitimních potomků dala nakrátko vzniknout Ambrosiánské republice. Agnese přesvědčila kondotiéra Mattea Da Bologna, který měl v držení město Pavia, aby vrátil město jejímu zeti Francescovi, který ho zdědil po Filipově smrti. Francesco následně získal titul hraběte z Pavie.
V Miláně vypukla 24. února 1450 vzpoura kvůli hladomoru, který způsobil obyvatelstvu mnoho utrpení. O měsíc později, 25. března, bylo po setkání šlechticů a předních občanů rozhodnuto ve prospěch vévodství a Francesco Sforza a Blanka Marie učinili svůj triumfální vstup do města jako vévoda a vévodkyně Milána. Ambrosiánská republika skončila a byla nahrazena dynastií Sforzů, která v Miláně vládla do roku 1535. Agnese zůstala u vévodského dvora a dohlížela na výchovu vnoučat. Z diplomatických listů vyplývá, že byla až do své smrti 13. prosince 1465 významným členem dvora, který měl i své funkce.